# مهران کرمی
مهران کرمی متولد ۱۳۴۷ در شهرستان نورآباد ممسنی در استان فارس، روزنامه‌نگار و سردبیر روزنامه‌های اصلاح طلب ایران دوره کارشناسی خود را سال ۱۳۷۲ در دانشگاه تهران با تحصیل در رشته علوم سیاسی به پایان رساند. وی دوره کارشناسی ارشد در رشته روابط بین‌الملل در دانشگاه شهید بهشتی تحصیل کرد.

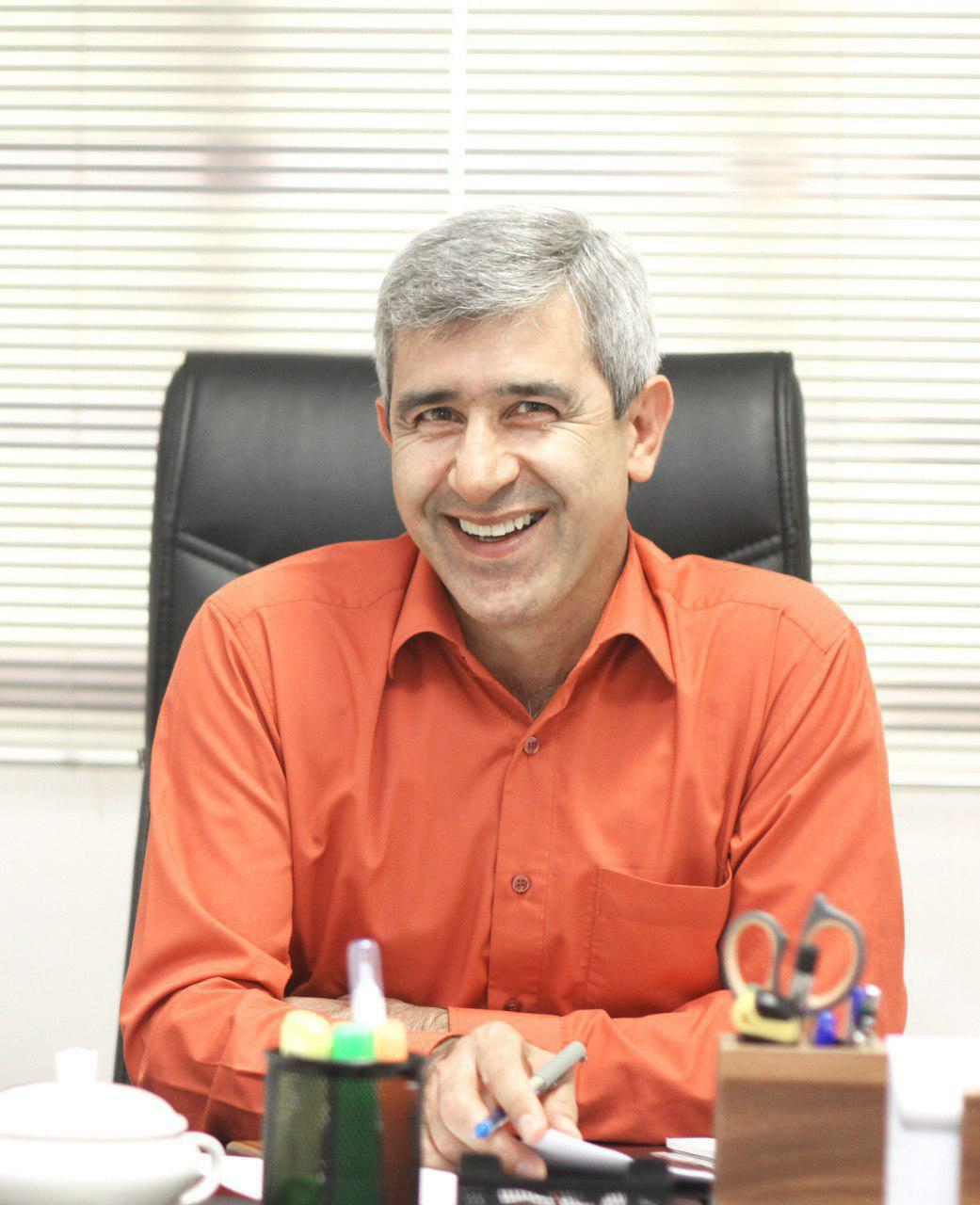
مهران کرمی

او از سال ۱۳۷۳ به مدت پنج سال به عنوان کارشناس گروه تحقیق و تفسیر خبر در سازمان صدا و سیمای جمهوری اسلامی ایران مشغول به کار بود. وی ورود به دنیای روزنامه‌های مکتوب را در سال ۱۳۷۷ با روزنامه خرداد آغاز کرد و تا پایان انتشار با این روزنامه به عنوان نویسنده و تحلیلگر همکاری کرد. پس از آن هم‌زمان با روزنامه فتح به روزنامه آفتاب امروز رفت و به عنوان دبیر گروه سیاسی با این روزنامه همکاری داشت. سپس در کنار جمعی دیگر از روزنامه نگاران به روزنامه همشهری رفت. همکاری او با این روزنامه تا زمان روی کار آمدن محمود احمدی‌نژاد به عنوان شهردار تهران ادامه یافت و پس از آن به همراه عده‌ای از مدیران ارشد و اعضای تحریریه این روزنامه از جمله محمد عطریان فر و محمد قوچانی در تأسیس روزنامه شرق به مدیر مسئولی مهدی رحمانیان نقش داشت و به عنوان معاون سردبیر تا زمان توقیف آن در شهریور ۱۳۸۵ مشغول به فعالیت بود.
مهران کرمی از سال ۱۳۸۶ تاکنون علاوه بر فعالیت در روزنامه بهار و روزنامه اعتماد سردبیری روزنامه کارگزاران، روزنامه جهان صنعت و روزنامه فرهیختگان را عهده‌دار بود.
وی در سال ۱۳۹۳ مجوز دوهفته‌نامه مهرگان‌نو  را از وزارت فرهنگ و ارشاد اسلامی دریافت کرد و به عنوان مدیرمسوول و صاحب امتیاز این مجله را راه اندازی نمود و پنج شماره آن را در زمینه تخصصی مدیریت شهری منتشر کرد.
مهران کرمی از خرداد ۱۳۹۷ تا شهریور ۱۳۹۹ مدیر مسئول روزنامه همشهری بود.

## سایر سوابق حرفه‌ای
۱- کارشناس مسئول صندوق اهل قلم وزارت فرهنگ و ارشاد اسلامی(۸۰–۱۳۷۹)
۲- مشاور مطبوعاتی معاونت فرهنگی وزارت تعاون(۱۳۸۳)
۳- طراح، مجری و دبیر جشنواره پلاک طلایی
۴- مشاور ارتباطات و رسانه سازمان زیباسازی شهر تهران
۵- دبیر تحریریه پایگاه اطلاع‌رسانی شهر فردا در سومین دوره انتخابات شورای اسلامی شهر تهران
۶- تألیف و انتشار مقالات و یادداشت در حوزه‌های سیاسی، روابط بین‌الملل، علوم اجتماعی و مدیریت شهری